# Referendum costituzionale in Tagikistan del 2016
Il referendum costituzionale del 2016 in Tagikistan si è svolto il 22 maggio 2016.
Le riforme costituzionali proposte erano relative a:
- permettere al Presidente in carica Emomali Rahmon di ricandidarsi senza limiti, a seguito della modifica dell'articolo 65;
- ridurre l'età minima - da 35 a 30 anni di età - per potersi candidare alla carica di Presidente (al termine del corrente mandato presidenziale, il figlio di Rahmon avrà 33 anni);
- vietare i partiti politici basati su idee religiose, garantendo la continua illegittimità della principale forza di opposizione del Partito della Rinascita Islamica del Tagikistan, già messo fuori legge nel 2015.

Le riforme sono state approvate dal 96,6% dei votanti.

## Votazioni
Secondo l'organizzazione Reporter senza frontiere, il governo tagiko ha "bloccato, intimididito e minacciato" gli organi di informazione nella campagna elettorale. Tuttavia, secondo Sergey Sirotkin, a capo della missione russa di osservatori, "il referendum si è svolto nel pieno rispetto delle leggi".
Oltre 3.200 seggi elettorali  sono stati organizzati nel paese, con ulteriori seggi aggiuntivi disponibili in diverse grandi città russe per gli emigrati tagiki.

## Esito
Gli elettori sono stati chiamati alle urme per rispondere al quesito "Lei approva gli emendamenti alla costituzione del paese?".
Secondo la legge del paese, il risultato del referendum sarebbe stato valido se approvato da più della metà degli elettori.
I risultati ufficiali sono stati annunciati il 23 maggio: secondo la Commissione elettorale centrale, oltre 3.814.000 elettori hanno approvato le modifiche costituzionali.

### Risultati
|                           | Voti      | %      |
| ------------------------- | --------- | ------ |
| Sì                        | 3.814.447 | 96,60  |
| No                        | 134.171   | 3,40   |
| Voti nulli/schede bianche | 89.565    | –      |
| Totale votanti            | 4.038.183 | 100,00 |
| Elettori/affluenza        | 4.401.516 | 91,74  |
| Fonte: Interfax           |           |        |